# Georgetown (Floyd County, Indiana)
Georgetown é uma cidade  localizada no estado americano de Indiana, no Condado de Floyd.

## Demografia
Segundo o censo americano de 2000, a sua população era de 2227 habitantes.
Em 2006, foi estimada uma população de 2768, um aumento de 541 (24.3%).

## Geografia
De acordo com o United States Census Bureau tem uma área de
4,6 km², dos quais 4,6 km² cobertos por terra e 0,0 km² cobertos por água. Georgetown localiza-se a aproximadamente 220 m acima do nível do mar.

## Localidades na vizinhança
O diagrama seguinte representa as localidades num raio de 16 km ao redor de Georgetown.